# Industriales de Monclova
Los Industriales de Monclova fue un equipo de béisbol que participó en la Liga del Norte de Coahuila con sede en Monclova, Coahuila, México.

## Historia
Los Industriales de Monclova pertenecieron al grupo GIMSA, que también son propietarios de los Pericos de Puebla. Tenían como casa el Parque Infantil Niños Héroes de Chapultepec  que fue inaugurado en el año 1960.

## Jugadores

### Roster actual
Por definir.